# Vilatobà
|  | Per a altres significats, vegeu «Vilatobà (desambiguació)». |

Vilatobà és una masia situada al municipi de Castellar de la Ribera, a la comarca catalana del Solsonès. Es troba al costat nord de la carretera 
C-26 en el tram que va de Solsona a Bassella. S'aixeca a l'extrem SO del serrat de Costamala, a 752 m d'altitud.